# Epipleoneura ocuene
Epipleoneura ocuene är en trollsländeart som beskrevs av De Marmels 1989. Epipleoneura ocuene ingår i släktet Epipleoneura och familjen Protoneuridae. Inga underarter finns listade i Catalogue of Life.